# Mycosphaerella pyri

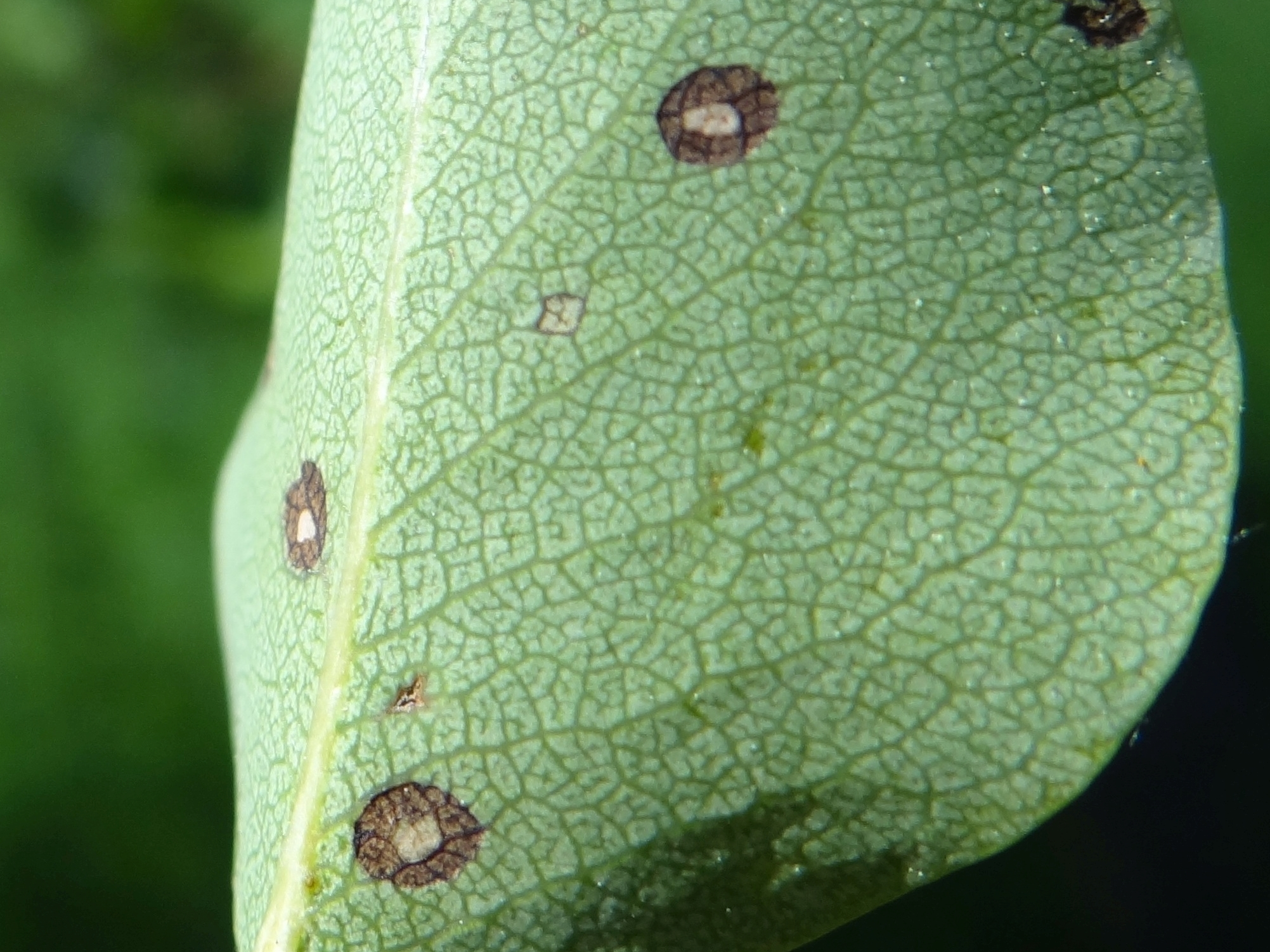
Plamy na dolnej stronie liścia gruszy

Mycosphaerella pyri (Auersw.) Boerema  – gatunek grzybów z klasy Dothideomycetes. Grzyb mikroskopijny u gruszy wywołujący chorobę o nazwie biała plamistość liści gruszy lub septorioza gruszy.

## Systematyka i nazewnictwo
Pozycja w klasyfikacji według Index Fungorum: Mycosphaerella, Mycosphaerellaceae, Capnodiales, Dothideomycetidae, Dothideomycetes, Pezizomycotina, Ascomycota, Fungi.
Po raz pierwszy anamorfę zdiagnozował w 1850 r. John Baptiste Desmazières nadając jej nazwę Septoria pyricola. W 1869 r. B. Auerswald takson ten opisał jako Sphaerella pyri. Obecną, uznaną przez Index Fungorum nazwę nadał mu Gerhard H. Boerema w 1970 r.
Synonimy:
- Mycosphaerella sentina (Fr.) J. Schröt. 1894
- Phaeosphaerella sentina (Fr.) Verpl. 1939
- Septoria nigerrima Fuckel 1864
- Septoria pyricola Desm. 1850
- Sphaerella pyri Auersw. 1869
- Sphaerella sentina Fuckel 1870
- Sphaerella sentina (Fr.) Sacc. 1882
- Sphaeria sentina Fr. 1823

## Morfologia i rozwój
Objawy porażenia
Plamistość liści. Plamy zazwyczaj eliptyczne lub okrągłe, czasami wielokątne, o średnicy 1–5 mm, ograniczone nerwami liścia. Początkowo są w całości brązowe z ciemnobrązową obwódką, potem ich środek staje się kolejno szarobrązowy, jasnoszary i w końcu białawy.
Cechy mikroskopijne
Na porażonych, opadłych liściach gruszy rozwijają się kuliste lub owalne owocniki typu pseudotecjum o barwie od brązowej do czarnej i średnicy do 150  μm. Ich ściany zbudowane są z 2–3 warstw pseudopachrenchymy. Zawierają podłużne, bitunikowe, 8-zarodnikowe worki o wymiarach  35–50 × 7–10 μm. Ostiolum pojedyncze i bardzo duże. Ma średnicę 58–90 (wyjątkowo do 100) μm. Askospory podłużnie eliptyczne, bezbarwne, z jedną przegrodą, na której są lekko zwężone. Górna komórka askospory jest szersza od dolnej. Mają wymiary 7–9 × 3–4 μm i gładką powierzchnię. Wiosną dokonują infekcji pierwotnej na młodych liściach gruszy. Grzybnia patogenu na obydwu stronach rozwijających się liści gruszy (w obrębie plam) tworzy pyknidia. W ich jamie powstają gruszkowatej lub baryłkowate komórki konidiotwórcze, a na nich konidia. Są one prawie cylindryczne, zwężające się ku wierzchołkom, zakrzywione, jasnooliwkowe, 1–2-przegrodowe, gładkie, o wymiarach 40–58 × 3–5 μm. Wytwarzane są także mikrokonidia o kształcie pręta i wymiarach 2–3 μm.

## Występowanie
Występuje w Afryce (Republika Południowej Afryki), Azji (Chiny, Indie, Iran, Nepal, Tajwan), Europie i Ameryce Północnej (USA). W Polsce gatunek pospolity, w piśmiennictwie naukowym podano bardzo liczne stanowiska.
Pasożyt obligatoryjny różnych gatunków gruszy (Pyrus).